# Dallara P217
La Dallara P217 è una vettura, costruita dall'omonima casa italiana a partire dal 2017, appartenente alla classe LMP2. A partire da questa vettura sono state sviluppate la Cadillac DPi-V.R, la Cadillac V-Series.R e la BMW M Hybrid V8.

## Storia
Nel 2017, FIA e ACO presentano la rinnovata classe LMP2. La categoria al di sotto della classe LMP1 del WEC, è una parte chiave della famiglia “Endurance” che permette ai team, di progredire gradualmente al livello più alto. Dallara è uno dei quattro Costruttori scelti da FIA e ACO per fornire i nuovi telai per i Prototipi classe LMP2 di nuova generazione, omologati per correre a Le Mans, a Daytona, nel WEC, nell'IMSA, nell'Asian Le Mans Series e nell'European Le Mans Series.

## Carriera agonistica

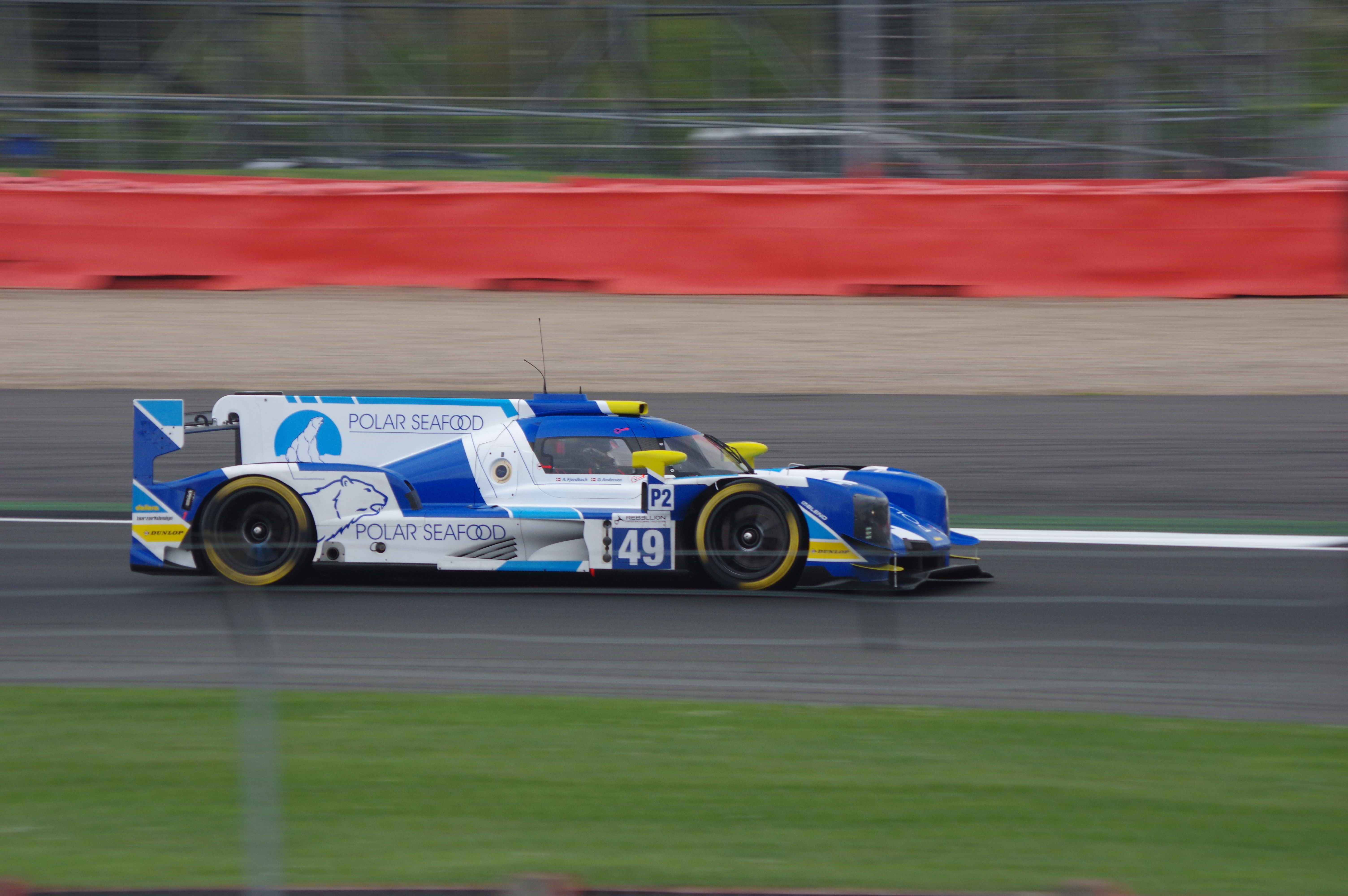
Una Dallara P217 a Silverstone

### 2017
Nel 2017 sono stati tre i team ad usare una P217 nel ELMS (High Class Racing, Cetilar Villorba Corse, Racing Team Nederland), classificandosi a fine stagione rispettivamente 6°, 9° e 11°. In aggiunta una quarta vettura è stata schierata in soli due appuntamenti dal team SMP racing. I migliori piazzamenti in gara sono stati la vittoria alla 4 ore del Paul Ricard, ottenuta da SMP racing e il terzo posto ottenuto negli appuntamenti di Silverstone e Monza dalla vettura di High Class Racing. Tre le partecipazioni alla 24H di Le Mans 2017, la migliore delle quali ha concluso 8° di classe e 10° assoluta.

### 2018
Nel 2018 quattro P217 sono iscritte nel ELMS e una alla stagione 2018-2019 del WEC. A differenza della stagione precedente, negli appuntamenti dell'European Le Mans Series nessuna delle Dallara iscritte riesce ad ottenere un piazzamento a podio, alla 24H di Le Mans 2018, invece, i risultati rimangono in linea con l'edizione precedente, con la migliore delle tre P217 iscritte che si classifica 7º di classe e 11° assoluta.

### 2019-2020
Con il passare degli anni molti team scelgono di passare alla più performante Oreca 07, così le presenze della vettura italiana calano. Sono due i team a portare in pista la vettura italiana nel 2019: il team Carlin che partecipa alla ELMS 2019 e all'Asian Le Mans Series 2019-2020 e il team Cetilar Racing che partecipa alla stagione 2019-2020 del WEC e alla 24 ore di Le Mans. Il team inglese non riesce a mettersi in mostra negli appuntamenti della ELMS mentre si dimostra molto competitivo in quelli asiatici, cogliendo due vittorie e due terzi posti che gli valgono il secondo posto nella classifica finale, ad una sola lunghezza dai campioni. Discorso diverso per il team italiano che paga una differenza prestazionale piuttosto importante con i diretti avversari nel Mondiale 2019-2020, mentre alla maratona francese del 2019 conclude 18º assoluto e 13° di classe LMP2. L'altra Dallara iscritta, quella del Racing Team Nederland, conclude 20º assoluta e 15° di classe. Alla 24 ore di Le Mans 2020 sarebbero dovute essere ancora Cetilar Racing e Carlin a portare in pista la vettura italiana, tuttavia il team inglese, a causa di problematiche legate alla pandemia di coronavirus, ha dovuto ritirare la propria iscrizione. Resta così una sola P217 iscritta alla maratona francese. Nonostante una differenza di prestazioni piuttosto evidente con le Oreca 07, il team italiano riesce a rimanere nelle prime dieci posizioni di classe LMP2 per gran parte della gara, concludendo poi 14º assoluto e 10° di classe.

### 2021
Il 2021 vede il debutto della vettura italiana negli Stati Uniti, dove il team Cetilar Racing impiega la sua vettura per partecipare alla 24 ore di Daytona. L'avventura statunitense inizia bene per la Dallara che si dimostra fin dalle prime prove a suo agio sul circuito, lottando addirittura per la pole position di classe LMP2 durante la gara di qualifica. Velocità che viene confermata durante la 24 ore, la vettura italiana è infatti stabilmente nelle posizioni da podio di classe LMP2. A circa nove ore dal termine, mentre al volante si trovava Antonio Fuoco, un problema al cambio ha costretto ad una lunga sosta ai box, compromettendo il risultato finale. 

## Vetture derivate

### Cadillac DPi-V.R
Una variante di questo prototipo, la Cadillac DPi-V.R, è stata prodotta per partecipare al campionato IMSA secondo i regolamenti DPi introdotti nel 2017. Il motore V8 Gibson è stato sostituito da un propulsore Cadillac V8 da 6.2 litri di cilindrata, in grado di erogare circa 600 cavalli. A partire dalla seconda stagione nel campionato IMSA, la cilindrata del propulsore è stata ridotta a 5.5 litri. Utilizzata dal 2017 al 2022 da diversi team, la vettura si è dimostrata veloce e affidabile, conquistando cinque vittorie alla 24 Ore di Daytona e altrettante alla 12 Ore di Sebring. Inoltre, ha trionfato nel campionato IMSA nel 2017, 2018 e 2021.

### Cadillac V-Series.R
Il campionato IMSA ha introdotto a partire dal 2023 le vetture LMDh in sostituzione dei DPi. La Cadillac V-Series.R rappresenta l'erede diretta della Cadillac DPi-V.R ed è anch'essa sviluppata a partire dal telaio della Dallara P217. La vettura è impiegata sia nel campionato del mondo endurance che nel campionato IMSA a partire dal 2023.

### BMW M Hybrid V8
Anche BMW ha scelto la Dallara P217 come base per sviluppare la BMW M Hybrid V8, vettura LMDh con cui partecipa al campionato IMSA a partire dal 2023 e al campionato del mondo endurance a partire dal 2024. Il motore utilizzato è un otto cilindri a V, 4.0 litri di cilindrata, equipaggiato con un doppio turbocompressore.

## Risultati
| Anno | Team                   | Posizione assoluta | Posizione di classe |
| ---- | ---------------------- | ------------------ | ------------------- |
| 2017 | Cetilar Villorba Corse | 10°                | 8°                  |
| 2017 | Racing Team Nederland  | 14°                | 12°                 |
| 2017 | Smp Racing             | 34°                | 17°                 |
| 2018 | Cetilar Villorba Corse | 19°                | 11°                 |
| 2018 | Racing Team Nederland  | 11°                | 7°                  |
| 2018 | Smp Racing             | 14°                | 10°                 |
| 2019 | Cetilar Racing         | 18°                | 13°                 |
| 2019 | Racing Team Nederland  | 27°                | 15°                 |
| 2020 | Cetilar Racing         | 14°                | 10°                 |